# Elisa Camporese
Elisa Camporese (* 16. März 1984 in Padua) ist eine italienische Fußballspielerin. Die Mittelfeldspielerin nahm mit der A-Nationalmannschaft an den Europameisterschaft 2005 und 2013 teil.

## Sportlicher Werdegang
Camporese startete ihre Karriere im Erwachsenenbereich bei ASD CF Bardolino. 2002 wechselte sie zu Foroni Verona, wo sie zweimal in Folge den italienischen Meistertitel gewann. Anschließend kehrte sie zu ASD CF Bardolino zurück und gewann 2005 dort die Meisterschaft. Zwischen 2006 und 2010 lief sie für UPC Tavagnacco auf. Nach einem einjährigen Intermezzo bei ASD Torres Calcio, wo sie erneut Meisterin wurde, kehrte sie zu UPC Tavagnacco zurück.
2005 gehörte Camporese zum italienischen Aufgebot für die EM-Endrunde, schied aber als Gruppenletzte frühzeitig aus. Bei der EM-Endrunde 2013 wurde sie von Nationaltrainer Antonio Cabrini ebenfalls berufen. Beim Turnier bestritt sie bis zum Ausscheiden der Mannschaft im Viertelfinale gegen Deutschland zwei Endrundenpartien.